# Бенитес, Хосе де Ла Крус
Хосе де Ла Крус Бенитес (исп. José de La Cruz Benitez Santa Cruz; 3 мая 1952, Асунсьон) — парагвайский футболист, вратарь. Наиболее известен по выступлениям за асунсьонскую «Олимпию» в 1970-е и бразильский «Интернасьонал» в конце 1970-х — начале 1980-х годов. Один из лучших вратарей в истории «Интернасьонала».

## Карьера
Де Ла Крус Бенитес начал карьеру в молодёжном составе асунсьонской «Олимпии». В 1971 году выиграл со сборной Парагвая молодёжный чемпионат Южной Америки. Тогде же дебютировал за основу «Олимпии». За период с 1971 по 1977 год стал одним из лидеров «чёрно-белых» и трижды выиграл чемпионат Парагвая.
Игра Бенитеса была отмечена тренерами сборной Парагвая, вратарь был вызван в расположение «альбирохи» и провёл один матч за национальную команду в рамках отборочного цикла к чемпионату мира 1978 года против сборной Бразилии. Парагвайцы в тяжелейшем матче сыграли на Маракане вничью с хозяевами — 1:1.
Бенитеса приобрёл бразильский клуб «Интернасьонал», правда, сезон 1978 он провёл в «Палмейрасе», но уже с 1979 года де Ла Крус Бенитес стал игроком основы «Интера» и в первый же год выиграл с «колорадос» чемпионат Бразилии. В 1981 году Бенитес вошёл в символическую сборную чемпионата Бразилии, полуфив Серебряный мяч.
Во время товарищеской игры 4 декабря 1983 года получил серьёзную травму, вынудившую его завершить карьеру. Нападающий противников в борьбе за мяч ударил вратаря по голове, тот потерял сознание и лишь вмешательство партнёра по команде, Мауро Галвана, перевернувшего Бенитеса на спину, спасло игрока. Бенитес был парализован, но, в конце концов, смог восстановиться (во многом благодаря врачу Пауло Рабело, и сейчас работающему в «Интере»), однако речи о продолжении карьеры быть уже не могло.
После этого в течение 7 лет был тренером вратарей в «Интере». За это время приложил руку к воспитанию будущего чемпиона мира Клаудио Таффарела. Затем работал тренером в различных командах штата Риу-Гранди-ду-Сул.
В 1994—2005 гг. работал в спортивном бизнесе, занимаясь агентской деятельностью. Многие парагвайские игроки смогли трудоустроиться в Бразилии благодаря усилиям Бенитеса. Среди них — легендарный защитник Карлос Гамарра, перешедший в 1995 году из «Серро Портеньо» в «Интернасьонал», и другие игроки, устроившиеся в «Интер» и «Гремио».
В настоящий момент является директором любительский футбольной команды в северной части Порту-Алегри.
Женат на бразильянке по имени Ивана с конца 1970-х гг.

## Достижения

### Командные
- Чемпион Парагвая (3): 1971, 1975, 1976
- Чемпион Бразилии: 1979
- Чемпион штата Риу-Гранди-ду-Сул (3): 1981, 1982, 1983
- Чемпион Южной Америки среди молодёжи: 1971

### Личные
- Серебряный мяч чемпионата Бразилии (1): 1981